# متز یانسون
متز یانسون (انگلیسی: Mats Jansson) (زادهٔ ۱۹۵۱) کارآفرین، اقتصاددان و مدیر ارشد اجرایی سوئدی است، که هم‌اکنون به عنوان رییس هیئت مدیره شرکت گروه دلز فعالیت می‌کند.
یانسون سابقه مدیرعاملی شرکت ساس گروپ را نیز در کارنامه خود دارا می‌باشد.